# Croxall Point
Der Croxall Point ist die westlichste Landspitze der Parjadin-Halbinsel von Südgeorgien. Sie markiert die nördliche Begrenzung der Einfahrt zum Greene Inlet.
Das UK Antarctic Place-Names Committee benannte die Landspitze 2009 nach John Patrick Croxall (* 1946), dem Leiter des Naturschutzprogramms des British Antarctic Survey bis 2006.